# Una pallottola nel cuore
Una pallottola nel cuore è una serie televisiva italiana che è stata trasmessa su Rai 1 dal 27 ottobre 2014 al 16 ottobre 2018.
Ideata e diretta da Luca Manfredi, la serie vede protagonista Gigi Proietti nei panni del giornalista investigativo Bruno Palmieri; nel cast compaiono anche Francesca Inaudi, Matteo Scorcelletti, Licia Maglietta, Marco Marzocca, Giovanni Scifoni, Paola Minaccioni, Franco Castellano, Sergio Assisi, Mariella Valentini, Lorenzo Zurzolo e Blu Yoshimi e Raffaella Rea. Ogni puntata si chiude con una barzelletta raccontata da Palmieri ai suoi colleghi di lavoro.

## Trama
Bruno Palmieri è un giornalista romano di cronaca nera che in tanti anni di carriera ne ha viste tante e ne ricorda altrettante; infatti ha una memoria infallibile che gli fa ricordare particolari minuziosi e anche persone. Bruno vive con una pallottola vicino al cuore perché tanti anni prima qualcuno gli ha sparato alle spalle e cercare di rimuoverla sarebbe troppo rischioso per la sua vita. Ormai alle soglie della pensione, Bruno non riesce ad andarci perché si avvia ad una seconda giovinezza professionale nel cercare di risolvere vecchi casi.
Nel frattempo alla redazione arriva Maddalena, la figlia naturale di Bruno e sorella di Sandro e frutto di una relazione con una vecchia fiamma, Paola, che lo lasciò subito dopo che venne ferito, quando scoprì di essere incinta per non scombussolargli ulteriormente la vita.

## Episodi
| Stagione         | Episodi | Prima TV |
| ---------------- | ------- | -------- |
| Prima stagione   | 4       | 2014     |
| Seconda stagione | 4       | 2016     |
| Terza stagione   | 6       | 2018     |

## Personaggi principali
- Bruno Palmieri (st. 1-3), interpretato da Gigi Proietti. Bruno è un giornalista romano di cronaca nera del Messaggero e in tanti anni di carriera ne ha viste tante di situazioni tragiche e complesse, di vite distrutte e travagliate, di carcerati ed accusati in realtà innocenti, di persone che inaspettatamente si sono rivelate capaci di essere dei terribili criminali e feroci assassini e ne ricorda altrettante: ha una memoria infallibile e parecchio acuta. Bruno vive con una pallottola vicino al cuore perché trent'anni prima qualcuno gli ha sparato alle spalle. Ha un carattere prevalentemente testardo, determinato, intuitivo e coraggioso, ma fondamentalmente è di buon cuore e disponibile sempre pronto a trovare le verità più nascoste e di fare del bene al prossimo. Alle soglie della pensione, Bruno decide di dedicarsi a risolvere vecchi casi, i cosiddetti cold case per riuscire a dare giustizia a coloro che per degli errori giudiziari o a causa di diaboliche macchinazioni di persone esterne, non ne hanno mai avuta. Nel frattempo alla redazione arriva Maddalena, sua figlia naturale, frutto di una relazione con una sua vecchia fiamma, Paola, che lo lasciò subito dopo che venne ferito, quando scoprì di essere incinta per non scombussolargli ulteriormente la vita. Nella redazione dove lavora è ben voluto e rispettato da tutti anche grazie alla sua esperienza, essendo per tutti una fonte di sostegno e di riferimento e non esita mai ad incoraggiare i suoi colleghi ed amici. Alla fine della seconda stagione riesce a scoprire chi gli ha sparato grazie ad Enrico, suo grande amico, e riesce a farsela estrarre, festeggiando il tanto atteso divorzio dalla sua "signora". Nella terza stagione indaga sul brutale omicidio proprio di Enrico per assicurare alla giustizia l'assassino dell'amico e la sua tenacia e ostinazione viene premiata.
- Maddalena Ferrante (st. 1-3), interpretata da Francesca Inaudi. Figlia unica di Paola, non ha mai saputo chi fosse suo padre e per quest'ultimo non nega di provare un notevole rancore per aver abbandonato sua madre. Arriva al Messaggero e conosce subito Bruno, senza sapere chi è, ma tra i due nasce quasi subito una forte amicizia ed alchimia. Nella seconda stagione scopre che Bruno è suo padre e non la prende bene, litigando sia con Bruno che con Paola, ma alla fine si riconcilia con entrambi e si avvicina al suo fratellastro Sandro. Si fidanza per un breve periodo con Enrico e con lui vivrà una importante storia d'amore, che tuttavia verso la fine della seconda stagione termina bruscamente a causa del tradimento di lui e dell'imminente trasferimento di lei a Milano per lavoro. Nell'intervallo narrativo tra la seconda e la terza stagione si trasferisce a Milano per cinque anni con il figlio Michele come capo-redattrice di un telegiornale. Nella terza stagione torna a Roma con Michele, ormai quindicenne; arriva come vice-direttrice della redazione al Messaggero, salvo poi decidere di tornare giornalista a tempo pieno e lasciare l'incarico. Sempre durante la terza stagione cerca di conciliare il suo ruolo di vicedirettore nel giornale a quello di madre per essere presente nella vita di Michele, nonostante il figlio faccia spesso di testa sua. La morte improvvisa di Enrico, suo vecchio e grande amore, la sconvolge profondamente poiché si sente in colpa per non aver mai del tutto chiarito con lui prima della sua scomparsa.
- Paola Ferrante (st. 1-2), interpretata da Licia Maglietta. Vecchia fiamma nonché primo e grande amore di Bruno, che torna nella sua vita. Ama molto sua figlia Maddalena e suo nipote Michele e fa intuire in diverse occasioni di provare ancora qualcosa per Bruno. Durante la seconda stagione rincontra Stefano Baldini, col quale aveva avuto anni prima una relazione e che più volte non le nega di non aver mai smesso di amarla. Alla fine della seconda stagione Paola comprende suo malgrado di essere stata seppur involontariamente la causa dell'aggressione ai danni di Bruno e che l'artefice di tutto è proprio Stefano, che rancoroso verso di lei per averlo lasciato per il giornalista e fortemente geloso di Bruno, decise di ucciderlo ma senza successo. Infine si fidanza ufficialmente con Bruno, ma durante l'intervallo narrativo tra la seconda e la terza stagione si trasferisce in Tibet.
- Umberto Fiocchi (st. 1-3), interpretato da Marco Marzocca. Fedele e migliore amico di vecchia data di Bruno, è un fotografo e foto-reporter che lavora insieme a Bruno al Messaggero. E' impacciato e goffo, ma molto simpatico e leale, non esita ad aiutare Bruno nelle sue indagini benché spesso cerca di far desistere l'amico quando si trovano coinvolti in situazioni più pericolose.
- Michele Frugoni (st. 1-3), interpretato da Matteo Scorcelletti (st. 1-2) Lorenzo Zurzolo (st. 3). Figlio di Maddalena e di un artista di strada di nome Massimiliano "Max" Frugoni (interpretato da Carlo Caprioli e comparso solo nel terzo episodio della prima stagione) e nipote di Paola e di Bruno, al quale è molto affezionato e legato. Nella terza stagione, sebbene sia buono di carattere, è un ragazzo ribelle e scapestrato in preda alle crisi dell'adolescenza, le difficoltà sociali e scolastiche come il riconoscere le cattive compagnie e intrattiene spesso un rapporto molto litigioso con la madre e con il nonno. Si dimostra tuttavia un amico fedele e sempre pronto ad aiutare, in particolare verso la migliore amica di infanzia Francesca quando la ragazza perde tragicamente il padre. A fine stagione capisce di amare Francesca e i due si mettono insieme.
- Sandro Palmieri (st. 1-3), interpretato da Ruben Rigillo. Figlio di Bruno, è un bravo cardiologo che segue la salute del padre, verso il quale è molto protettivo e cerca di fargli seguire le cure. Nella terza stagione si è trasferito in Svizzera e compare solo durante alcune videochiamate con Bruno, e nell'ultima puntata per stare vicino al padre accusato di omicidio.
- Giovanna (st. 1-2), interpretata da Daniela Piazza. Moglie premurosa di Sandro. Nella terza stagione si trasferisce in Svizzera con il marito Sandro.
- Enrico Vella (st. 1-3), interpretato da Giovanni Scifoni. Determinato e responsabile vicequestore di polizia e padre amorevole di Francesca, si innamora fin dall'inizio di Maddalena, ma solo nella seconda stagione si fidanza con lei. La loro storia non finisce per niente bene e a causa del tradimento di lui, che in un momento di forte crisi con Maddalena finisce a letto con l'ex moglie Carla e questo Maddalena non riesce a perdonarglielo sebbene Enrico le dimostri di tenere davvero a lei e di amarla. All'inizio della terza stagione viene brutalmente ucciso, lasciando tutti quanti, in particolare Bruno, Maddalena, Francesca, Umberto, Michele e la madre Veronica con un grande vuoto e dolore. Viene rivelato che si era innamorato, totalmente ricambiato, di Rosaria Pennino, la moglie di un pericoloso boss latitante e voleva metterla sotto protezione. Alla fine Bruno scopre che Enrico è stato assassinato dal commissario Angelo Sartori/Bottin, perché aveva scoperto la scomoda e sanguinosa verità sul passato del suo collega e successore.
- Carla (st. 1-3), interpretata da Giulia Bevilacqua. Ex moglie di Enrico.
- Francesca Vella (st. 1-3), interpretata da Blu Yoshimi (st.3). Figlia di Carla ed Enrico Vella e migliore amica d'infanzia di Michele. Ragazza forte, sincera e matura, dopo la tragica morte del padre, al quale era fortemente legata e affezionata, deciderà - dopo un breve periodo a Parma dalla madre -di rimanere a vivere con la nonna Veronica a Roma e con la quale istaurerà in seguito un bellissimo rapporto. Si fidanzerà con Michele alla fine della terza stagione.
- Luisa Renzoni (st. 1-3), interpretata da Paola Minaccioni. Capo-redattrice al Messaggero che diventa grande amica di Maddalena. Nell'intervallo narrativo tra la seconda e la terza stagione inizia la convivenza con Martelli. Aspetta un bambino e, alla fine della terza stagione, Maddalena dopo aver presentato le dimissioni, la propone per la vicedirezione.
- Fabio Martelli (st. 1-3), interpretato da Michele De Virgilio. Lavora in redazione al Messaggero. Nell'intervallo narrativo tra la seconda e la terza stagione inizia la convivenza con Luisa.
- Marzia (st. 1-3), interpretata da Carlotta Proietti. Lavora in redazione al Messaggero, molto buona, semplice e appassionata del suo lavoro dove si impegna sempre. È un'ottima collaboratrice di Bruno e diventa anche grande amica di Maddalena.
- Sergio (st 1-2) interpretato da Claudio Pallottini. Giornalista sportivo, spasimante non ricambiato di Marzia.
- Wanda Zibetti (st. 1-3), interpretata da Lucianna De Falco. Archivista del tribunale, viene romanticamente approcciata da Bruno per ottenere i fascicoli dei vecchi casi, avendo lei un forte debole per Bruno stesso.
- Attilio (st. 1-2), interpretato da Giorgio Gobbi. Portiere del palazzo di Bruno.
- Mariano (st. 1-3). Proprietario del ristorante frequentato da Bruno e Umberto.
- Gabriele Leoni (st. 2), interpretato da Massimo Poggio. Nuovo direttore al Messaggero. Ha una cotta per Maddalena, che non ricambia. Alla fine della seconda stagione si trasferisce a Milano.
- Stefano Bandini (st. 2), interpretato da Enzo Decaro. Vecchia fiamma di Paola e affascinante chirurgo d'eccellenza. Alla fine della seconda stagione, dopo aver operato Bruno volendo inizialmente sostituire la vecchia pallottola con un'altra per cancellare ogni prova contro di lui, viene arrestato da Enrico per l'omicidio di Rocco, l'aggressione ai danni di Giada e il tentato omicidio di Bruno. Poco dopo l'arresto è lui stesso a rivelare a Paola che lui molti anni prima, non riuscendo proprio a tollerare ed accettare il fatto che Paola lo aveva abbandonato senza alcuna spiegazione e avesse preferito Bruno a lui, aveva deciso di vendicarsi a modo suo. Fu lui ad organizzare e ad ordinare a Rocco la sparatoria che quasi uccise Bruno per la sua folle gelosia.
- Rocco Morelli (st. 2), interpretato da Massimo Bonetti. Ha sparato a Bruno trent'anni prima su commissione di Stefano, ma morirà proprio per mano di Stefano stesso.
- Donato (st. 2), interpretato da Alberto Testone. Sa chi ha sparato a Bruno ed è pronto a confessarlo in cambio di 30.000€, ma viene ucciso da Rocco.
- Giada Trecci (st. 2), interpretata da Cecilia Dazzi. Fidanzata di Donato e vecchia fiamma di Rocco.
- Angelo Sartori/Bottin (st. 3), interpretato da Sergio Assisi. È il nuovo commissario, incaricato di indagare sulla morte del suo predecessore. Intraprende una relazione con Maddalena e segue insieme a lei, Bruno e Veronica le indagini sulla morte di Enrico, che stimava tanto. Si scoprirà che lui stesso ha ucciso Enrico perché quest'ultimo aveva scoperto che si era vendicato di chi aveva ucciso sua madre quando era ancora soltanto un bambino e non si era limitato a questo: la morte della madre e il fatto che la legge non aveva fatto giustizia né a lui e nemmeno alla donna lo aveva sconvolto e traumatizzato così tanto che, colmo di rabbia, aveva preso la folle decisione, una volta diventato poliziotto, di fare giustizia da solo uccidendo tutti coloro che venivano accusati di violenza e aggressione sulle donne. È visibilmente pieno di rimorsi per l'uccisione di Enrico, l'unico che rammarica, e alla fine grazie a Bruno decide di consegnarsi alla polizia per venire processato.
- Veronica Majore (st. 3), interpretata da Mariella Valentini. È la madre di Enrico, con il quale non aveva un buon rapporto poiché da sempre e unicamente intenzionata a seguire la sua carriera, e la nonna di Francesca della quale diviene tutrice; forte e determinata avvocatessa penalista di successo molto rispettata, si allea fin da subito con Bruno del quale diviene grande amica e alleata per far luce sulla morte del figlio, avendo alla fine un ruolo fondamentale nella scoperta dell'assassino di Enrico.
- Simone (st.3), interpretato da Paolo Mazzarelli. È il maestro di Aikido di Michele e vecchio amico di Enrico. È un uomo onesto, affidabile e deciso, dai sani valori morali e capendo il carattere impetuoso e testardo di Michele, non esita mai ad aiutarlo incitandolo a contenere e controllare i suoi impulsi. È abbastanza intuibile che è segretamente infatuato di Maddalena ed è sempre disposto a incoraggiarla a non demordere con il figlio e tra i due si instaura un certo legame di amicizia e fiducia.

## Produzione
Dopo la messa in onda della prima stagione, venne annunciata la produzione di una seconda stagione composta, come la prima, da quattro episodi trasmessi nell'aprile 2016; tra i nuovi ingressi nel cast figurano Cecilia Dazzi ed Enzo Decaro.
La terza stagione è stata trasmessa, sempre in prima serata su Rai 1, dall'11 settembre 2018 per sei serate (per un totale di sei episodi).

## Luoghi delle riprese
La serie è stata girata nella regione Lazio, principalmente nella città di Roma; breve interludio presso Spoleto (Duomo). A Sutri, presso l'Anfiteatro. A Fiumicino, nella zona del Faro Vecchio, dei Bilancioni da Pesca e l'Aeroporto di Roma-Fiumicino. A Ostia, presso il Borghetto dei Pescatori e Piazza della Rocca (Parrocchia Sant'Aurea e parco compresi). A Castel Gandolfo, zona Pavona.